# Sadashir Datar
Sadashir V. Datar (ur. w 1885, zm. ?) – indyjski lekkoatleta, uczestnik Letnich Igrzysk Olimpijskich 1920
Był jednym z pięciu reprezentantów Indii Brytyjskich na igrzyskach w Antwerpii. Wystartował tylko w maratonie, którego nie ukończył.